# Claud Cockburn
Francis Claud Cockburn (prononcé [koh-bərn]), né le 12 avril 1904 à Pékin et mort le 15 décembre 1981 à Cork, est un journaliste britannique, connu pour son adage souvent cité dans les études médiatiques : « Ne croyez rien tant que cela n’a été officiellement démenti,. » Bien qu’il n’en revendiquât pas la paternité, cette maxime demeure indissociable de son nom. Il était le cousin issu de germain des écrivains Alec Waugh et Evelyn Waugh. Dans ses dernières années, il résidait à Brook Lodge, dans la commune de Youghal, située dans le comté de Cork, en Irlande.
En 1940, les archives du Security Service de Cockburn révélaient qu’« en 1939, il figurait parmi les membres éminents du Parti communiste de Grande-Bretagne et était tenu pour l’un des dirigeants du Komintern pour l’Europe occidentale ».

## Jeunesse et études
Claude Cockburn nait à Pékin, en Chine, le 12 avril 1904. Il était le fils d’Henry Cockburn, consul général de Grande-Bretagne, et d’Elizabeth Gordon (née Stevenson). Son arrière-grand-père paternel, Henry Cockburn (Lord Cockburn), était un éminent juriste et biographe écossais. Cockburn effectua ses études à la Berkhamsted School, située à Berkhamsted dans le Hertfordshire, puis au Keble College d’Oxford, où il obtint un grade de baccalauréat ès arts. Durant son séjour oxonien, il fut membre du Club des Hypocrites, cercle intellectuel réputé. En 1927, il se vit attribuer une bourse de voyage Laming du Queen’s College d’Oxford, distinction qui lui permit d’entreprendre un périple à travers l’Autriche et l’Allemagne,.

## Journaliste
Claud Cockburn entame sa carrière journalistique au Times, où il occupe le poste de correspondant à l’étranger, notamment en Allemagne et aux États-Unis. Il quitte cette fonction en 1933 pour fonder sa propre publication, The Week. Durant son passage au sein de la rédaction du Times, il participe, avec d’autres journalistes, à un concours informel visant à rédiger le titre le plus insignifiant possible, le vainqueur recevant une modique récompense. Cockburn ne remporte cette compétition qu’à une seule occasion, avec un libellé demeuré célèbre : « Petit tremblement de terre au Chili, pas beaucoup de morts ». Aucun numéro du Times contenant ce manchette n’a pu être identifié dans les archives. Toutefois, cette formule réapparaît des décennies plus tard dans Not the Times, une parodie du journal réalisée en 1979 par plusieurs de ses employés, lors d’une interruption de sa parution due à un conflit social.

## Guerre d'Espagne
Sous le pseudonyme de Frank Pitcairn, Claud Cockburn collabora au Daily Worker, périodique communiste britannique. En 1936, à la demande de Harry Pollitt, secrétaire général du Parti communiste de Grande-Bretagne, il fut envoyé pour couvrir la guerre civile espagnole. S'étant enrôlé dans le Quinto Regimiento, il relata les événements tout en participant aux combats. Durant son séjour en Espagne, il publia Reporter in Spain, recueil de ses reportages. Selon l’éditeur d’un volume consacré à ses écrits sur ce conflit, Cockburn entretint une relation étroite avec Mikhaïl Koltsov, alors rédacteur en chef des pages internationales de la Pravda et décrit par lui comme « le confident, le porte-parole et l’émissaire direct de Staline en Espagne ».
Les reportages de Cockburn en Espagne, publiés sous le pseudonyme de « Frank Pitcairn », firent l’objet de vives critiques de la part de George Orwell dans ses mémoires de 1938, Hommage à la Catalogne. Orwell y imputait à Cockburn une soumission aux manœuvres staliniennes et contestait la narration que ce dernier avait donnée des Journées de mai à Barcelone, événements auxquels Orwell avait lui-même pris part. Durant ces journées, des communistes dissidents et des anarchistes opposés à Staline furent arrêtés et exécutés par des agents du NKVD soviétique. Orwell reprochait notamment à Cockburn d’avoir, dans une intention manifeste d’affaiblir les factions antistaliniennes au sein du camp républicain, propagé une information fallacieuse selon laquelle Andreu Nin, figure éminente de l’opposition antistalinienne, torturé et mis à mort par le NKVD, était en réalité sain et sauf après avoir gagné le territoire fasciste.
Selon l’historien Adam Hochschild, le journaliste Claud Cockburn aurait agi en tant que propagandiste au service de l’idéologie stalinienne durant la guerre d’Espagne, « sur instruction expresse du Parti [communiste] ». À cet égard, il est rapporté que Cockburn affirma avoir assisté, en témoin direct, à une bataille entièrement fictive, artifice destiné à convaincre le gouvernement français de la relative faiblesse des troupes de Francisco Franco. Cette supercherie visait à présenter les forces républicaines comme plus à même de bénéficier d’un soutien militaire, notamment par l’envoi d’armements. La manœuvre s’avéra efficace, conduisant à l’ouverture de la frontière française pour le passage d’un convoi d’artillerie précédemment retenu.

## Opposition à l'apaisement
la fin des années 1930, The Week, publication dirigée par Claud Cockburn, se distinguait par sa virulence à l’égard de Neville Chamberlain et de sa politique d’apaisement. Dans des propos tenus a posteriori, lors des années 1960, Cockburn révéla qu’une part substantielle des informations publiées dans The Week lui avait été communiquée sous le sceau de la confidence par Robert Vansittart, alors sous-secrétaire permanent au Foreign Office.
Dans le même temps, Claud Cockburn affirma que le Security Service le plaçait sous surveillance en raison de ses activités liées à The Week. Toutefois, l’historien britannique Donald Cameron Watt avança l’hypothèse que, si une telle surveillance avait effectivement lieu, elle était plus vraisemblablement menée par la Special Branch de la police, moins aguerrie en la matière que le MI5. Cependant, un dossier du Security Service datant de 1940 concernant Cockburn fut ultérieurement déclassifié. Par ailleurs, son fils, Patrick Cockburn, sollicita et obtint du MI5 la communication de vingt-quatre volumes d’archives le concernant. Avant la signature du pacte Molotov-Ribbentrop, Cockburn se distingua par son opposition à la politique d’apaisement envers l’Allemagne nazie. En 1937, dans les colonnes de The Week, il forgea l’expression « Cliveden set » pour désigner un cercle qu’il présentait comme pro-allemand et issu de l’élite aristocratique, exerçant une influence occulte sur les affaires politiques. La publication de The Week cessa peu après le déclenchement de la Seconde Guerre mondiale.
Watt soutient que les informations diffusées par The Week contenaient des rumeurs infondées, certaines favorisant les intérêts de Moscou. À l’appui de sa thèse, il cite un article paru entre février et mars 1939, dans lequel le périodique affirmait, sans justification tangible, que des troupes allemandes se massaient à Klagenfurt en préparation d’une invasion de la Yougoslavie. Or, selon Watt, cette allégation était dénuée de tout fondement factuel.

## Après-guerre
En 1947, Cockburn s'établit en Irlande, résidant à Ardmore, dans le comté de Waterford. Il poursuivit sa collaboration avec divers périodiques et gazettes, notamment en tenant une chronique hebdomadaire pour The Irish Times. Il y formula cette remarque acerbe : « En toute contrée où se manifeste une sinistre nouvelle en matière de relations internationales, l’on découvrira que Henry Kissinger s’y est récemment rendu. »
Parmi ses œuvres romanesques figurent Beat the Devil (publié initialement sous le pseudonyme de James Helvick), The Horses, Ballantyne's Folly et Jericho Road. Beat the Devil fit l’objet d’une adaptation cinématographique en 1953 sous la direction de John Huston, lequel acquit les droits de l’ouvrage et du scénario pour la somme de 3 000 livres sterling. Bien que Claud Cockburn ait collaboré aux premières ébauches du script, la paternité définitive du scénario revint à Truman Capote. Ultérieurement, le titre fut repris par Alexander Cockburn, fils de l’auteur, pour sa chronique périodique dans The Nation.
Il est l’auteur de plusieurs ouvrages consacrés à l’histoire et à la littérature anglaise, parmi lesquels Bestseller, une étude sur la fiction populaire britannique, Aspects of English History (1957), The Devil’s Decade (1973), analyse des années 1930, et Union Power (1976).
Le premier volume des mémoires de Claude Cockburn parut initialement sous le titre In Time of Trouble (1956) au Royaume-Uni, tandis que l’édition américaine adopta l’intitulé A Discord of Trumpets. Cet ouvrage fut suivi de Crossing the Line (1958), puis de A View from the West (1961). Ces trois récits, remaniés et rassemblés, furent publiés en 1967 par les éditions Penguin sous le titre Moi, Claude.... Ultérieurement, l’auteur procéda à une nouvelle révision, abrégeant le texte et y adjoignant un chapitre inédit. Cette version définitive, intitulée Cockburn Sums Up, fut éditée peu avant son décès.
Il est également l’auteur de l’ouvrage M. Mintoff Comes to Ireland, paru en 1975 mais dont l’intrigue se situe en 1980, alors que Dom Mintoff occupait les fonctions de Premier ministre de Malte et dirigeait le Parti travailliste maltais. La notice éditoriale le présente comme une « analyse circonspecte des moyens par lesquels une petite nation indépendante peut opposer une résistance aux prétendues grandes puissances ».

## Vie privée

### Mariages
Claud Cockburn contracta mariage à deux reprises, et tant ses épouses que ses compagnes exercèrent pareillement la profession de journaliste.
- Hope Hale Davis est la fille de Claudia Cockburn Flanders, elle-même épouse de Michael Flanders.
- Née Patricia Evangeline Anne Arbuthnot (17 mars 1914 – 6 octobre 1989), elle était la fille du major John Bernard Arbuthnot et d’Olive Blake, elle-même auteure d’ouvrages tels que The Years of the Week et Figure of Eight.

### Partenaires domestiques
- Jean Ross[14] (modèle pour Sally Bowles de Christopher Isherwood, célèbre pour son rôle le film Cabaret) : enfant Sarah Caudwell Cockburn, auteur de romans policiers

### Descendance
es trois descendants mâles de Cockburn embrassèrent tous la carrière de journaliste : Alexander, ayant gagné les États-Unis, collabora à des périodiques tels que Village Voice, The Nation et CounterPunch ; Andrew occupa la fonction de rédacteur en chef de Harper’s Magazine à Washington et Patrick, quant à lui, publia une biographie consacrée à son géniteur.
Les descendantes féminines de Cockburn comptent parmi elles Laura Flanders, animatrice sur RadioNation, Stephanie Flanders, ancienne rédactrice en charge des questions économiques à la BBC, ainsi que la comédienne Olivia Wilde.

## Biographie
Patrick Cockburn, fils de Claud Cockburn, a publié en 2024 une biographie consacrée à son père, intitulée Believe Nothing Until It Is Officially Denied: Claud Cockburn and the Invention of Guerrilla Journalism.